# 이소은
이소은(李素殷, 1982년 5월 4일 ~ )은 대한민국 인 이자 현재는 미국의 변호사로 2013년 5월 부터 현재는 Music by the Glass 이사로 있다.

## 개요

### 데뷔 및 가수 활동
서울에서 태어나 교수인 아버지를 따라 미국 펜실베이니아주 피츠버그에서 초등학교를 다니다가 중학교 때 귀국한 후 1996년 EBS에서 주최한 창작 가요제에 참가했다. 이때 이소은이 1996년 EBS 창작 가요제에 출전한 것을 가수 윤상이 우연히 본 후 수소문 끝에 그녀를 데뷔시켰다. 윤상과 이승환의 지원으로 서문여자고등학교 1학년에 재학 중이었던 1998년에 첫 앨범인 《소녀》로 데뷔한 후 김동률, 임창정, 토이, 패닉 등의 앨범에 참여했다. 뛰어난 라이브 실력으로 사랑받은 것은 물론 〈서방님〉, 〈오래오래〉, 〈닮았잖아〉 등의 많은 노래로도 호응을 얻었다.

### 미국에서의 변호사 활동
2007년 고려대학교 영어영문학과를 졸업한 후 외국변호사가 되기 위해 미국 매사추세츠주 보스턴에서 유학했고, 시카고 노스웨스턴 대학교 로스쿨에 합격했다. 이후 미국 변호사 시험에도 합격하여 자격을 취득했다.

### 미국 로스쿨 진학
이소은은 2009년 6월 24일 언론을 통해 미국 노스웨스턴 대학교 법학대학원 법무박사(Juris Doctor), 코넬 대학교 법학대학원, 조지타운 대학교 법학센터, 노터데임 대학교 등 4곳의 미국법학전문대학원에 합격했고 시카고에 있는 노스웨스턴 대학교 법학대학원 법무박사(Juris Doctor)에 입학하기로 결정했다고 소속사 측이 밝혔다. 이소은은 인권법과 저작권법에 많이 관심해서 로스쿨에 입학해 이 분야를 집중으로 공부하려고 계획한다고 소속사 측은 밝혔다. 또한 이소은은 교원인 아버지를 따라 미국 피츠버그에서 초등학교를 다니다가 중학교 때 귀국하기도 했는데, 이 계기를 통해서 서문여자고등학교 재학 시절에 치렀던 토플 시험에서 만점을 기록할 정도로 영어에 능통한 것으로 알려졌다. 이후 이소은은 미국에 있는 노스웨스턴 대학교 법학대학원 법무박사(Juris Doctor)을 수료했다.

## 출신 학교
- 잠실중학교 졸업
- 서문여자고등학교 졸업
- 고려대학교 영어영문학과 학사
- 노스웨스턴 대학교 법학대학원 법무박사(Juris Doctor)

## 음반 목록
- 1998년 12월 1집 《소녀》

| #   | 제목                                                              | 작사           | 작곡   | 편곡   | 재생 시간 |
| --- | ----------------------------------------------------------------- | -------------- | ------ | ------ | --------- |
| 1.  | 〈작별〉                                                          | MGR            | MGR    | 황성제 | 4:47      |
| 2.  | 〈3주만 사귀어봐〉                                                | MGR            | 황성제 | 황성제 | 4:00      |
| 3.  | 〈DF 가짜 CM〉                                                    | -              | -      | -      | 0:32      |
| 4.  | 〈촌티 탈출〉                                                     | 이승환, 이지은 | 샘 리  | 샘 리  | 3:36      |
| 5.  | 〈엄마는 알거야〉                                                 | 노영심         | 노영심 | 노영심 | 4:01      |
| 6.  | 〈우린 언제까지〉 (Duet With 변재원)                              | 이승환, 이지은 | 황성제 | 황성제 | 5:01      |
| 7.  | 〈두고봐〉                                                        | 황성제         | 황성제 | 황성제 | 4:41      |
| 8.  | 〈야외 수업〉                                                     | 노영심         | 샘 리  | 샘 리  | 3:47      |
| 9.  | 〈That's Entertainment〉 (Feat. 이승환, 윤상, 이적, 지누, 이장우) | 이승환, 이지은 | 황성제 | 황성제 | 6:14      |
| 10. | 〈크리스마스 히스테리〉                                           | 이승환, 이지은 | 윤상   | 윤상   | 3:07      |
| 11. | 〈거울〉                                                          | 이소은         | 샘 리  | 샘 리  | 3:55      |
| 12. | 〈서동요〉                                                        | 이지은         | 샘 리  | 샘 리  | 3:24      |
| 13. | 〈Jumpin' Soeun〉                                                 | 이승환, 이소은 | 윤상   | 황성제 | 3:49      |
| 14. | 〈Believe〉                                                       | 이소은         | 샘 리  | 샘 리  | 4:15      |
| 15. | 〈그날로〉                                                        | 이소은         | 이소은 | 윤상   | 3:58      |

- 2000년 2집 《신비》
- 2002년 3집 《Senorita》
- 2005년 4집[6] 《Think Of Me》

## 수상
- 2012년 8월 국제상사중재모의재판대회 우수변론가상

## 방송
- 2003년 MBC 《강호동의 천생연분》 7~9회
- 2011년 Mnet 《윤도현의 MUST》 11회
- 2017년 MBC 《미스터리 음악쇼 복면가왕》 과즙미 뿜뿜 과일빙수 (참가자)
- 2019년 JTBC 《투유 프로젝트 - 슈가맨 3》 2회

## 도서
- 2012년 딴따라 소녀 로스쿨 가다 가수 이소은 뉴욕 로펌을 사로잡다 (ISBN 9788915084902)